# Monte Calvo (Ausoni)
Il Monte Calvo (1.041 m s.l.m.) è una montagna dei Monti Ausoni nell'Antiappennino laziale.
Si trova nel Lazio tra le province di Frosinone e quella di Latina, tra i comuni di Amaseno, Vallecorsa e Monte San Biagio.